# توت صيني
توت صيني (الاسم العلمي:Morus cathayana ) هي نوع نباتي يتبع جنس التوت من الفصيلة التوتية.  